# 斯帕福德 (明尼蘇達州)
斯帕福德（英語：Spafford）是位於美國明尼蘇達州傑克遜縣埃溫頓鎮區的一個非建制地區。

## 地理
斯帕福德所處的海拔為高於海平面452米（即1483英呎），而該地所採用的時區為UTC-6，即北美中部時區（CST）。同時該地設有夏令時間，為UTC-6調快一小時，即UTC-5（CDT）。